# Miroslav Klose
Miroslav Klose (polska: Mirosław Klose), född den 9 juni 1978 i Opole, Övre Schlesien, Polen är en tysk före detta professionell fotbollsspelare (anfallare). Han spelade under åren 2001–2014 i tyska landslaget där han har en VM-guldmedalj, en Silversko och en Guldsko, målrekord med 71 mål på 137 matcher samt målrekord genom tiderna med totalt 16 VM-mål. Han vann även skytteligan i Bundesliga säsongen 2005/06.

## Biografi
Klose föddes i Opole i södra Polen. Han kommer från en idrottsfamilj; fadern Josef Klose var fotbollsproffs som bland annat spelade för Odra Opole i Polen, samt Auxerre i Frankrike, kort efter sonens födelse. Miroslav kom därför att tillbringa småbarnsåren i Frankrike. Hans mor Barbara Jeż spelade 82 landskamper för det polska handbollslandslaget. Fadern tillhörde den tyskspråkiga minoriteten i Schlesien och efter att familjen kort återvänt till Polen efter proffstiden flyttade de 1987 som Spätaussiedler till Kusel i Rheinland-Pfalz, Tyskland. Fadern är i dag tränare för Kloses första fotbollsklubb, Blaubach-Diedelkopf.
Klose och hans hustru Sylwia har två barn, tvillingarna Luan och Noah, födda 30 januari 2005.

### Karriär
Som tonåring började Klose spela fotboll för Blaubach-Diedelkopf och senare som amatör för Homburg. Samtidigt gick han en yrkesutbildning till byggnadssnickare. Som spelare för Kaiserslautern kom genombrottet och han gjorde sina första matcher som proffs i Bundesliga och blev 2001 uttagen till tyska landslaget. Han debuterade i det tyska landslaget i VM-kvalmatchen mot Albanien där han gjorde det tyska segermålet. Klose vann Silverskon och VM-silver med tyska landslaget i VM i Japan och Sydkorea 2002 där han var känd för sin nickförmåga och gjorde 5 mål, samtliga på nick under gruppspelet, och slutade på delad andraplats i skytteligan med Rivaldo (som också gjorde 5 mål), efter vinnaren Ronaldo som gjorde 8 mål (Klose gjorde dock flest mål i gruppspelsfasen).
På grund av finansiella svårigheter tvingades Kaiserslautern sälja Klose först till spelföretaget Toto-Lotto Rheinland-Pfalz och senare till Werder Bremen, där han spelade 2004–2007. Trots återkommande skadeproblem var Klose länge förstaanfallare i landslaget och Werder Bremens skyttekung i Bundesliga. I hemma-VM 2006 gjorde Klose liksom i föregående VM 2002 5 mål varav 4 under gruppspelet, och vann då skytteligan. Under juni 2007 skrev Klose på för Bayern München.
I följande VM i Sydafrika 2010 gjorde Klose 4 mål. Den 9 juni 2011 värvades Klose av italienska Lazio på fri transfer och skrev på ett tvåårskontrakt med Rom-klubben. Det var första gången som Klose gick till en icke-tysk klubb.
Kloses första säsong i Lazio och Serie A var en framgångsrik sådan med 13 gjorda mål och fem assist. Det var dock en liten besvikelse för Lazio att man inte tog den tredje och sista Champions League-platsen. De hamnade endast två poäng bakom Udinese. Ett av de viktigaste målen han gjorde den säsongen var segermålet mot Roma i Romderbyt. Den 5 maj 2013 blev Klose historisk i Serie A då han gjorde fem mål mot Bologna.
2014 blev Klose världsmästare med tyska landslaget i Brasilien, och även vinnare av den historiska skytteligan i VM efter att ha gjort 2 mål, och då 16 VM-mål totalt, och då slagit det tidigare rekordet av Ronaldo, som gjort 15 VM-mål totalt.
Klose avslutade sin karriär som spelare 2016 och han påbörjade en utbildning till tränare. Dessutom har han fått olika uppgifter inom tyska fotbollsförbundets ungdomsavdelning.

## Meriter

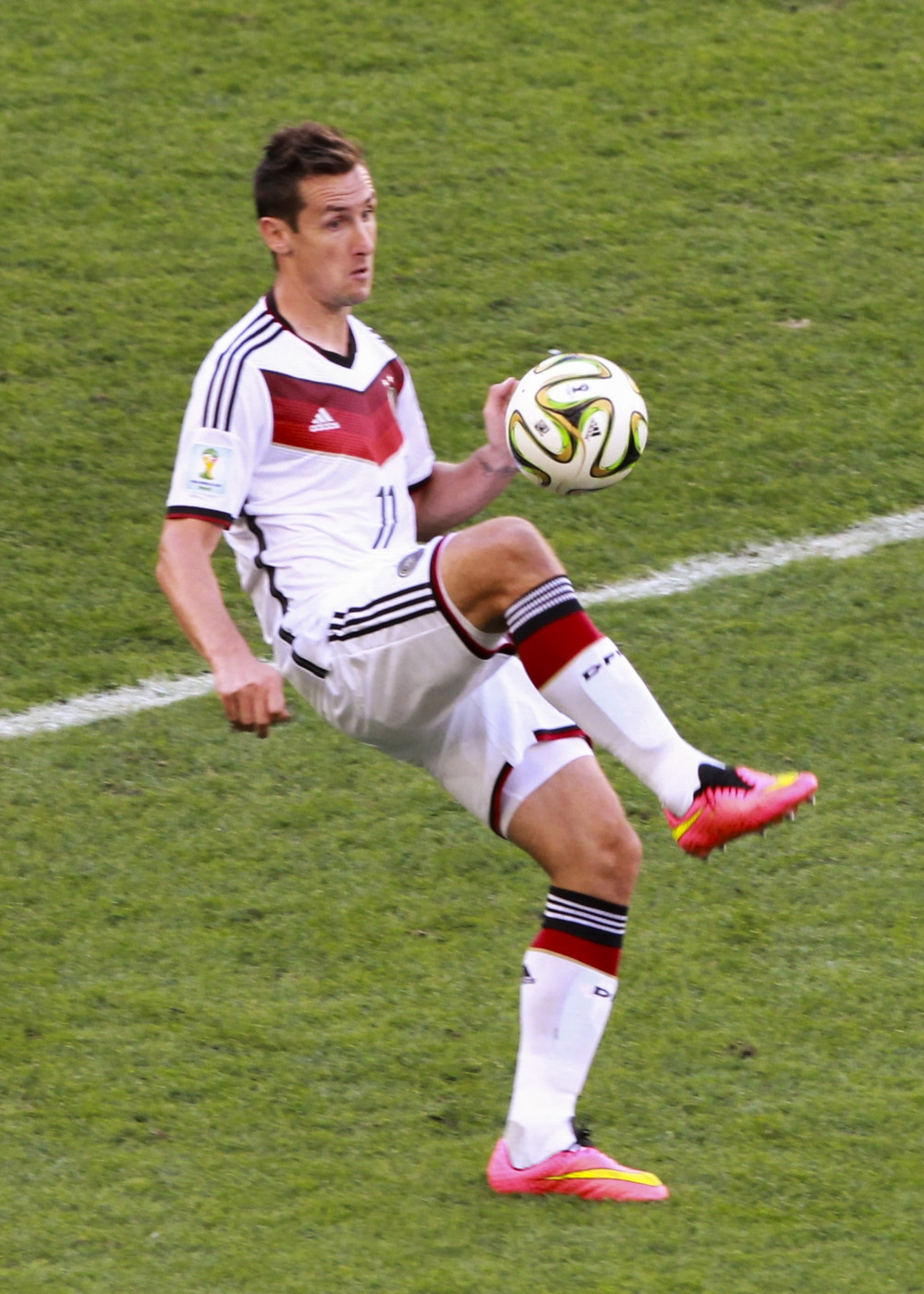
Klose i VM-finalen 2014.

- 137 landskamper/71 mål[4] för Tyskland
- VM i fotboll: 2002, 2006, 2010, 2014
  - VM-silver & Silverskon 2002
  - VM-brons & Guldskon 2006
  - VM-brons 2010
  - VM-guld & vinnare av den historiska VM-skytteligan 2014
- EM i fotboll: 2004, 2008, 2012
  - EM-silver 2008
- Skyttekung i Bundesliga 2005/06 (25 mål och 13 assist på 26 matcher)
- Tysk ligamästare
  - 2007/08
  - 2009/10
- Tysk cupmästare
  - 2007/08
  - 2009/10
- Tysk ligacupmästare
  - 2007
- Tysk supercupmästare
  - 2010
- Italiensk cupmästare
  - 2012/13

## Klubbstatistik
| Säsong  | Klubb               | Matcher | Mål | Serie              |
| ------- | ------------------- | ------- | --- | ------------------ |
| –1998   | Blaubach-Diedelkopf | ??      | ??  | Ungdom/Bezirksliga |
| 1998/99 | Homburg             | 18      | 1   | 2. Bundesliga      |
| 1999/00 | Kaiserslautern      | 2       | 0   | Bundesliga         |
| 2000/01 | Kaiserslautern      | 29      | 9   | Bundesliga         |
| 2001/02 | Kaiserslautern      | 31      | 16  | Bundesliga         |
| 2002/03 | Kaiserslautern      | 32      | 9   | Bundesliga         |
| 2003/04 | Kaiserslautern      | 26      | 10  | Bundesliga         |
| 2004/05 | Werder Bremen       | 32      | 15  | Bundesliga         |
| 2005/06 | Werder Bremen       | 26      | 25  | Bundesliga         |
| 2006/07 | Werder Bremen       | 31      | 13  | Bundesliga         |
| 2007/08 | Bayern München      | 27      | 10  | Bundesliga         |
| 2008/09 | Bayern München      | 26      | 10  | Bundesliga         |
| 2009/10 | Bayern München      | 25      | 3   | Bundesliga         |
| 2010/11 | Bayern München      | 20      | 1   | Bundesliga         |
| 2011/12 | Lazio               | 27      | 13  | Serie A            |
| 2012/13 | Lazio               | 29      | 15  | Serie A            |
| 2013/14 | Lazio               | 25      | 7   | Serie A            |
| 2014/15 | Lazio               | 34      | 13  | Serie A            |
| 2015/16 | Lazio               | 24      | 7   | Serie A            |
| Totalt  | Totalt              | 464     | 177 |                    |